# Thilakan
Thilakan était un acteur de cinéma et de théâtre indien. Vétéran du cinéma indien, il apparut dans près de 200 films, essentiellement ceux du Mollywood. Il remporta 9 National Film Awards et 3 Kerala State Film Awards, et il fut décoré en 2009 du Padma Shri par le gouvernement de l'Inde.

## Biographie
Il commença sa carrière dans le théâtre à Mundakayam (en) dans une troupe qu'il fonda, la Mundakayam Nataka Samithy. Il travailla ensuite jusqu'en 1966 avec le Club des arts du peuple du Kerala, puis il eut différents engagements, notamment avec la troupe de P. J. Antony (en) et le Kalidasa Kalakendram. Il fit aussi des pièces radiophoniques avec All India Radio. Par la suite, il n'abandonna pas le théâtre, et mit en scène différentes pièces où il dirigea, entre autres, Jose Pellissery.
Dans sa carrière cinématographique, il fut souvent amené à jouer avec Mohanlal (notamment pour interpréter son père) et certains des dialogues auxquels il participa sont passés dans la culture populaire kéralite.
Il fut souvent en conflit avec l'Association of Malayalam Movie Artists (en),,, ce qui l'amena un temps à être éloigné des studios.
À sa mort, il fut entouré d'un drapeau communiste.

## Filmographie sélective
- 1973 : Periyar (en)
- 1986 : Namukku Parkkan Munthirithoppukal (en)
- 1991 : Perumthachan (en)
- 1982 : Yavanika (en)
- 1993 : Manichitrathazhu
- 2013 : Bangles